# 欧洲E101公路
歐洲101公路（E101）是欧洲的一条国际公路。起於俄羅斯莫斯科終於烏克蘭基輔。全長約850公里。

## 路線
俄羅斯
- M3: 莫斯科 - 卡盧加 - 布良斯克 - 烏克蘭邊界

 乌克兰
- M02: 俄羅斯邊界 - 赫卢希夫 - 基普季

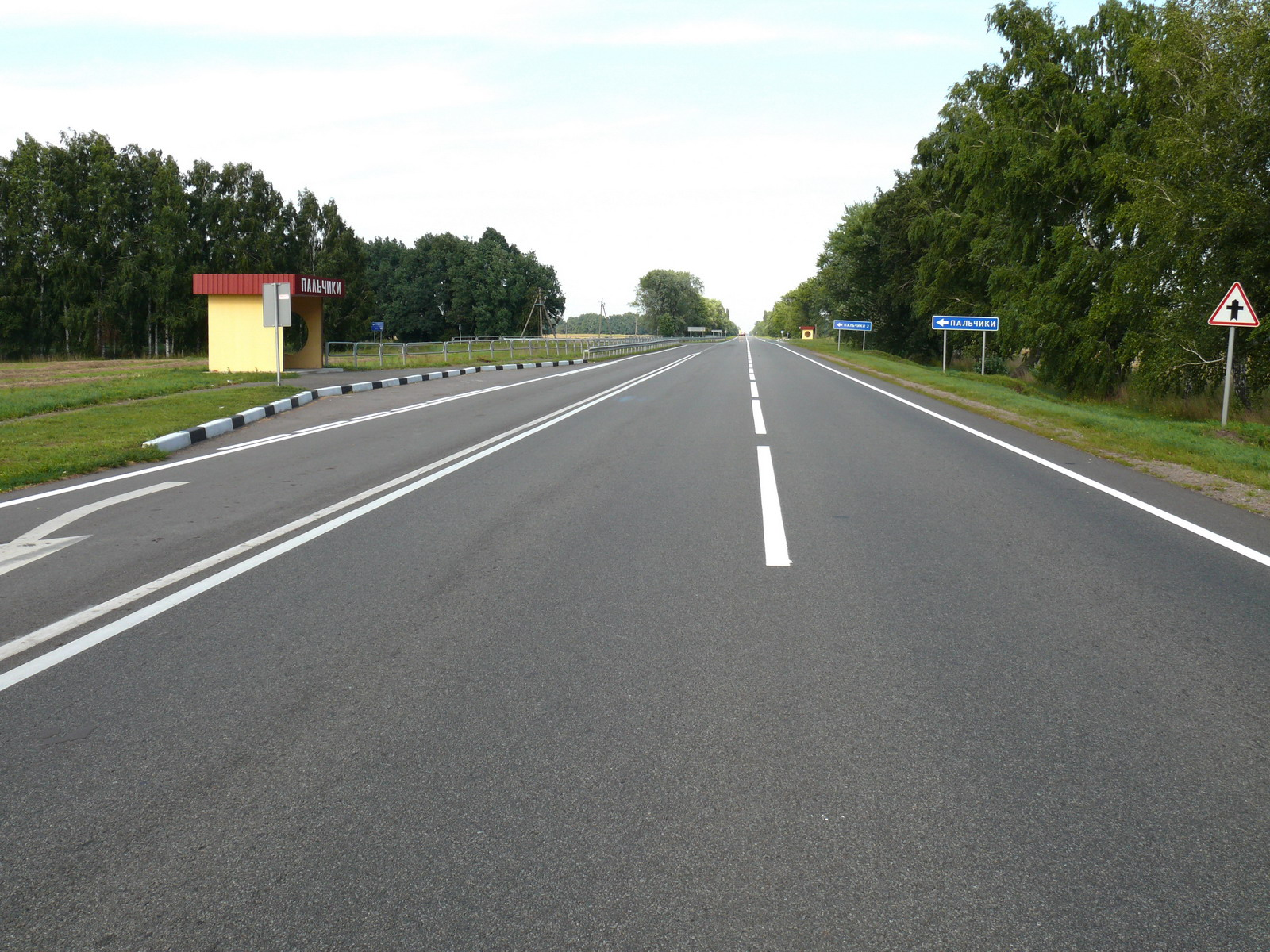
烏克蘭北部巴圖林路段

- M01: 基普季  - 基輔

## 外部連結
- UN Economic Commission for Europe: Overall Map of E-road Network (2007) （页面存档备份，存于）